# Karl Köhler (Jurist)

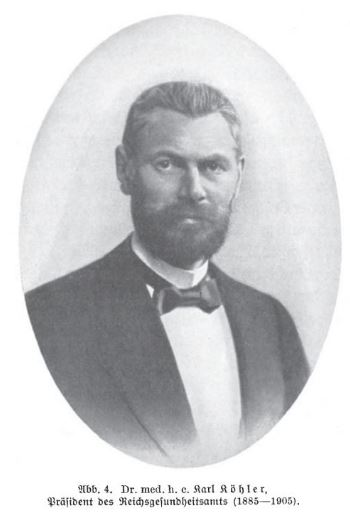
Karl Köhler, Direktor des Reichsgesundheitsamts (1885–1905)

Karl Köhler (* 14. Mai 1847 in Celle; † 28. Oktober 1912 in Göttingen) war ein Jurist. Von 1885 bis 1905 war er der zweite Direktor des Kaiserlichen Gesundheitsamts.

## Biografie
Köhler studierte in Heidelberg und Berlin Rechts- und Staatswissenschaften. Nach dem Assessorenexamen war er bei den Regierungen in Marienwerder und Koblenz tätig. 1876 wurde er Landrat des neu gebildeten Kreises Tuchel in Westpreußen. 1878 trat er zunächst als Hilfsarbeiter ins Reichskanzleramt ein und hatte bei den Reichsbehörden das Ressort der Medizinal- und Veterinärpolizei zu betreuen. 1880 wurde er außerordentliches Mitglied des Kaiserlichen Gesundheitsamtes und 1885 Direktor dieser Behörde als Nachfolger von Heinrich Struck. Zum Geheimen Regierungsrat befördert, erhielt er 1899 die Amtsbezeichnung Präsident und wurde wenig später auch Vorsitzender des neu geschaffenen Reichsgesundheitsrates. 1905 schied er aus Gesundheitsgründen vorzeitig aus dem Amt.
Unter der Leitung von Köhler weitete sich das wissenschaftliche Ansehen des Gesundheitsamtes international aus. Im Vordergrund seiner Arbeit standen die Maßnahmen zur Seuchenabwehr bei Mensch und Tier. Aber auch die Grundlagen für die rechtliche Regelung des Apotheken- und Arzneimittelwesens, der Gewerbe- und Schiffshygiene wurden durch das Gesundheitsamt unter seiner Amtsführung maßgeblich bearbeitet. Die Dienstgebäude in der Klopstockstraße und in Dahlem wurden errichtet.
1890 erhielt Köhler von der Universität Gießen den Titel Dr. med. h.c. Er betätigte sich in der Freizeit als Historiker.